# Céroux-Mousty
Céroux-Mousty is een plaats in de Belgische provincie Waals-Brabant en een deelgemeente van de Ottignies-Louvain-la-Neuve.
Céroux-Mousty bestaat uit de dorpen Céroux en Mousty. Daarnaast liggen in de deelgemeente nog de gehuchten Ferrières, op de grens met Bousval (gemeente Genepiën), en Franquenies, op de grens met Court-Saint-Étienne.

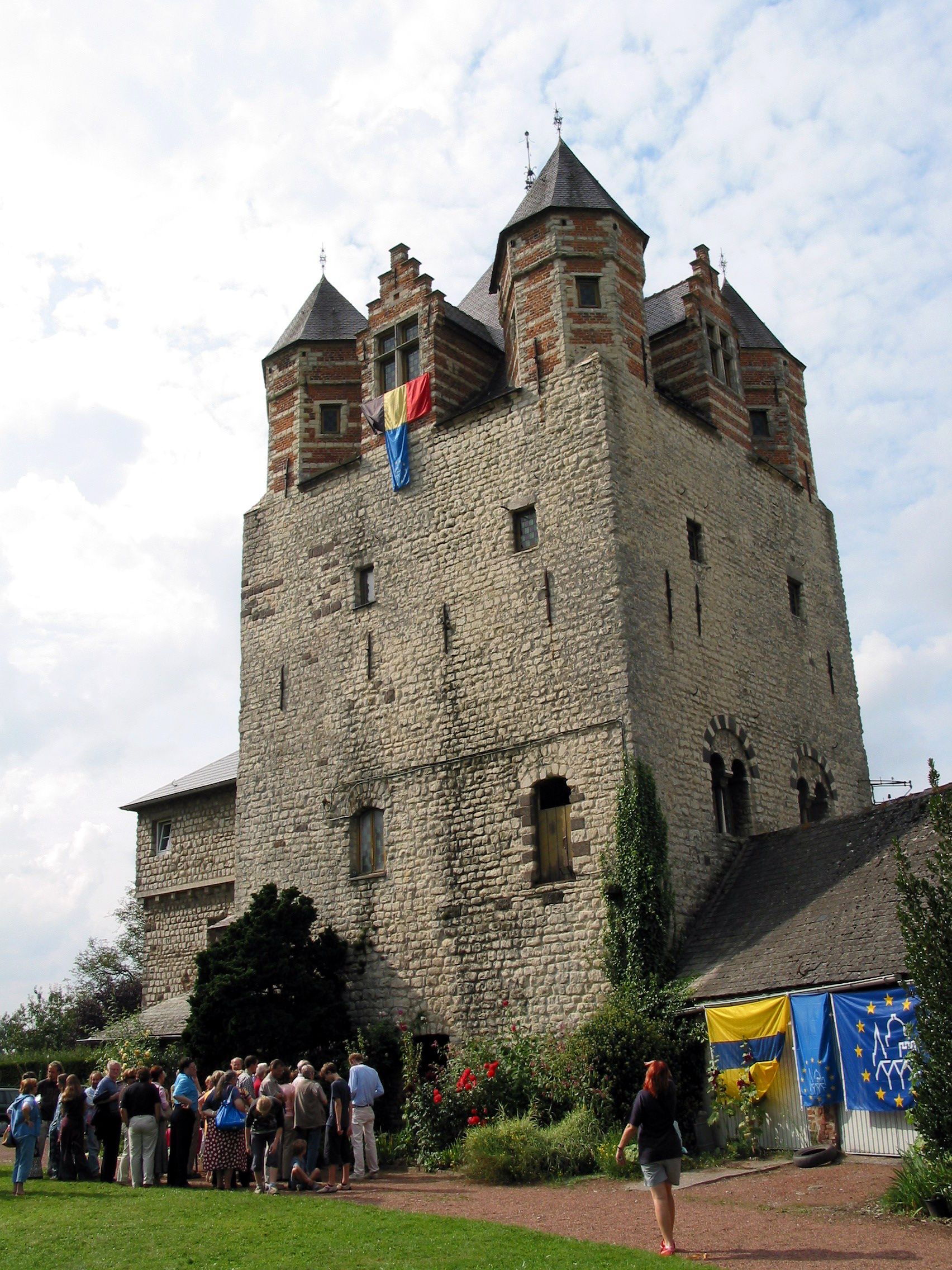
Kasteelboerderij van Moriensart

## Geschiedenis
Voor de gemeentelijke herindelingen van de jaren 1970 was er een voorstel om een fusie aan te gaan met buurgemeente Court-Saint-Étienne. Bij referenda sprak een meerderheid van de bevolking van Court-Saint-Étienne en Céroux-Mousty zich uit voor zo'n fusie. Deze fusie ging uiteindelijk niet door: Céroux-Mousty werd een deel van de nieuwe fusiegemeente Ottignies-Louvain-la-Neuve. Het gehucht Limauges van Céroux-Mousty werd wel overgeheveld naar Court-Saint-Étienne.

## Bezienswaardigheden
- De Église Notre-Dame de Bon Secours in Céroux
- De Église Notre-Dame in Mousty
- De kasteelboerderij van Moriensart

## Demografische ontwikkeling
- Bronnen:NIS, Opm:1831 tot en met 1970=volkstellingen, 1976= inwonersaantal op 31 december

## Politiek
Céroux-Mousty had een eigen gemeentebestuur en burgemeester tot de fusie van 1976. Burgemeesters waren:
- ...-1976 : Maurice Delens

## Verkeer en vervoer
Door Céroux-Mousty loopt van noord naar zuid de N275 (Chaussée de Bruxelles) tussen Rixensart en Court-Saint-Étienne.
Deelgemeenten: Céroux-Mousty · Limelette · Ottignies

Overige plaatsen: La Baraque · Blanc Ry · Les Bruyères · Céroux · Croix · Ferrières · Franquenies · Louvain-la-Neuve · Mousty · Petit Ry · Pinchart · Rofessart · Stimont · Le Tri

Belgische gemeenten · Arrondissement Nijvel · Waals-Brabant · Wallonië